# Молодіжне (Хмільницький район)
Молоді́жне — село в Україні, у Махнівській сільській громаді Хмільницького району Вінницької області. Населення становить 347 осіб.

## Історія
12 червня 2020 року, відповідно до Розпорядження Кабінету Міністрів України № 707-р, «Про визначення адміністративних центрів та затвердження територій територіальних громад Вінницької області», увійшло до складу Махнівської сільської.
19 липня 2020 року, в результаті адміністративно-територіальної реформи і ліквідації Козятинського району, село увійшло до складу новоутвореного Хмільницького району.

## Населення

### Мова
Розподіл населення за рідною мовою за даними перепису 2001 року:
| Мова       | Кількість | Відсоток |
| ---------- | --------- | -------- |
| українська | 340       | 97.98%   |
| російська  | 7         | 2.02%    |
| Усього     | 347       | 100%     |